# الشماسمة
قرية الشماسمة هي إحدى القرى التابعة لمركز رشيد في محافظة البحيرة في جمهورية مصر العربية. حسب إحصاءات سنة 2006، بلغ إجمالي السكان في الشماسمة 4572 نسمة، منهم 2273 رجل و2299 امرأة.